# سنجش لختگی ذرات تارپیچ پالیدیوم

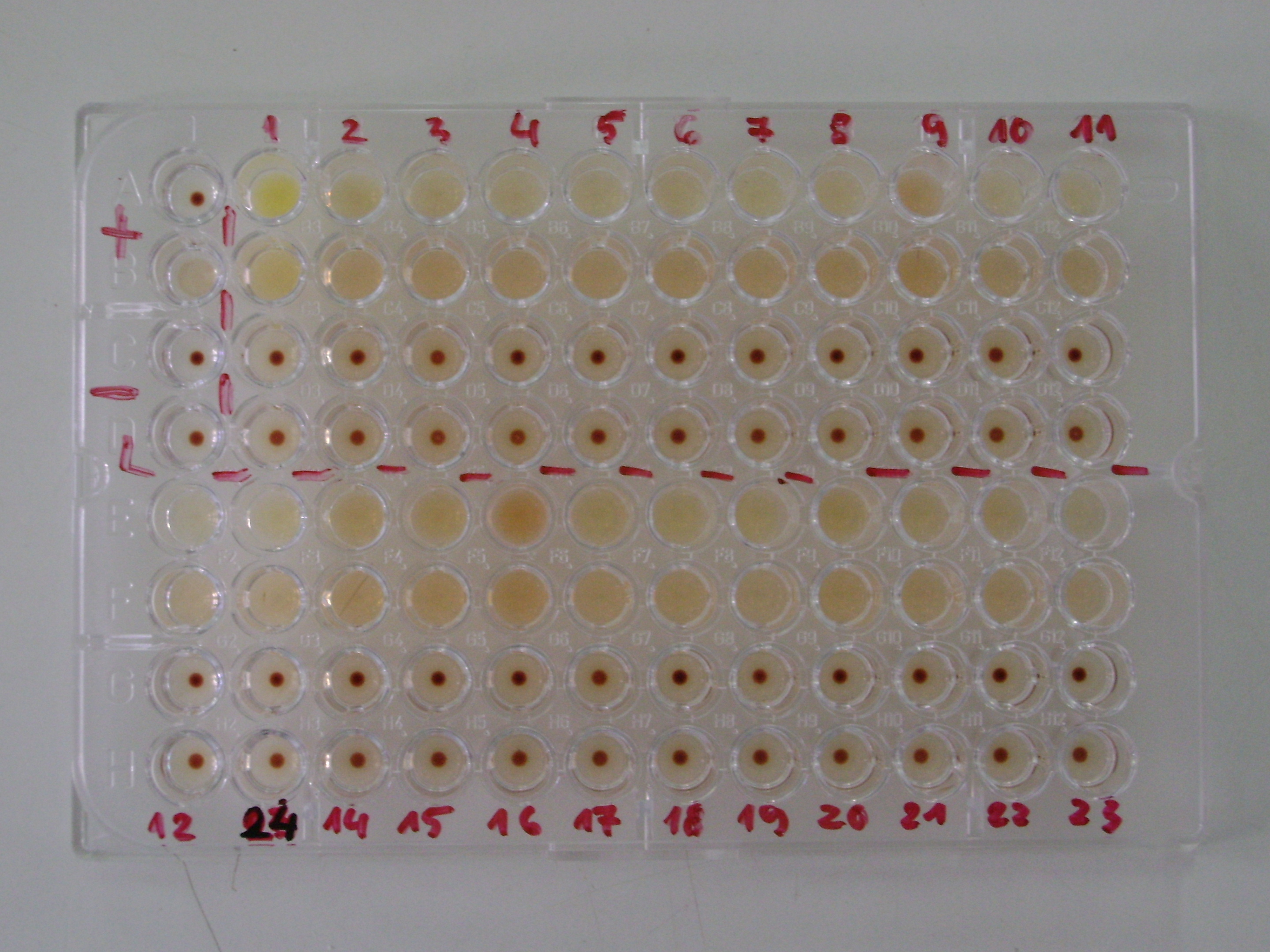
نمونه‌ای از آزمایش؛ در گوشه بالا سمت چپ ذرات مثبت نشان داده شدند و در پایین ذرات منفی

سنجش لختگی ذرات تارپیچ پالیدیوم (انگلیسی: Treponema pallidum particle agglutination assay) نوعی آزمایش خونی است که برای تشخیص بیماری سیفلیس انجام می گیرد. این آزمایشی نوعی آزمایش ترپونمال است و تایید بیماری در زمانی که آزمایش غیر ترپونمال (مانند ریاگین سریع پلاسما) انجام می گیرد، استفاده می شود. همچنین می توان از آزمایش جذب پادتن ترپونمال فلورسنت به عنوان تایید استفاده نمود.